# جراند بريكس دي إسبيرجوس 2017
جراند بريكس دي إسبيرجوس 2017 (بالألمانية: Grand Prix d’Isbergues 2017) هو سباق دراجات هوائية، وهو الموسم رقم 71 من السباق، وأقيم في 17 سبتمبر 2017، وامتدّ لمسافة 203.6 كيلومتر، وهو أحد سباقات طواف أوروبا للدراجات 2017، وهو من نوع سباق يوم واحد، وقد شارك في السباق 136 متسابقاً ووصل إلى نهايته 115 متسابقاً.
فاز فيه بالمركز الأول بينوا كوسنيفروي، وبالمركز الثاني Pierre Gouault ‏، وبالمركز الثالث ألان ريو ‏.

## الفرق
| فرق عالمية (3)- FDJ - AG2R La Mondiale - Dimension Data فرق قارية محترفة (8)- Cofidis, Solutions Crédits - Direct Énergie - Wanty-Groupe Gobert - سبورت فلاندرين بالويس 2017 ‏ - Fortuneo-Oscaro - بنجوال باوليز ساوكس دبليو بي ‏ - ديلكو ‏ - رومبوت تشارلز ‏ فرق قارية (7)- أرمي دي تير 2017 ‏ - موسم يوسكادي مورياس 2017 ‏ - Van Rysel–Roubaix ‏ - كووب 2017 ‏ - إتش بي بي تي بي – أوبير 93 ‏ - سوبرانو هام ايزوريكس 2017 ‏ - Pauwels Sauzen–Vastgoedservice ‏ |  |
| |  |

## التصنيف العام النهائي
| \| التصنيف العام \| التصنيف العام \| التصنيف العام \| التصنيف العام \| التصنيف العام \| \| العداء \| العداء \| الفريق \| الوقت \| \| \| ------------- \| -------------------------- \| --------------------------------------- \| ------------- \| ------------- \| \| 1 \| بينوا كوسنيفروي \| AG2R La Mondiale \| \| \| \| 2 \| Pierre Gouault [لغات أخرى]‏ \| إتش بي بي تي بي – أوبير 93 [الإنجليزية]‏ \| \| \| \| 3 \| ألان ريو [الإنجليزية]‏ \| Fortuneo-Oscaro \| \| \| \| 4 \| Nicolas Baldo [الإنجليزية]‏ \| إتش بي بي تي بي – أوبير 93 [الإنجليزية]‏ \| \| \| \| 5 \| رودي باربير \| AG2R La Mondiale \| \| \| |                 |                             |       |  |
| |                 |                             |       |  |
| مصادر: ProCyclingStats Cycling Quotient |                 |                             |       |  |
| التصنيف العام |                 |                             |       |  |
| العداء | العداء          | الفريق                      | الوقت |  |
| 1 | بينوا كوسنيفروي | AG2R La Mondiale            |       |  |
| 2 | Pierre Gouault ‏ | إتش بي بي تي بي – أوبير 93 ‏ |       |  |
| 3 | ألان ريو ‏       | Fortuneo-Oscaro             |       |  |
| 4 | Nicolas Baldo ‏  | إتش بي بي تي بي – أوبير 93 ‏ |       |  |
| 5 | رودي باربير     | AG2R La Mondiale            |       |  |

## وصلات خارجية
- لمحة عن سباق جراند بريكس دي إسبيرجوس 2017 على موقع  ProCyclingStats   (برو  سايكلنج  ستاتس) - إحصاءات  محترفي  الدراجات.
- جراند بريكس دي إسبيرجوس 2017 على موقع إحصائيات الدراجات الإحترافية (الإنجليزية)